# Маријан Крајачић
Маријан Крајачић (Велика Горица, код Загреба, 1905 – Стара Градишка, март 1942) био је учесник Шпанског грађанског рата и Народноослободилачке борбе.

## Биографија
Рођен је 18. новембра 1905. године у Великој Горици. Гимназију је полазио у Загребу, а у Прагу студирао на Техничком факултету. Тамо је, као комуниста, деловао међу југословенском студентском омладином. Због комунистичке агитације, био је протеран из Чехословачке 1932. године. 
У Шпанију је отишао 1936. године и борио се у саставу Интернационалних бригада. У борбама је био тешко рањен, након чега је евакуисан у Париз. Одатле се вратио у Југославију 1939. године, у Загреб. Убрзо је постао члан Централног комитета Комунистичке партије Хрватске. Полиција га је ухапсила августа 1940. године, након чега је интерниран у казнионици у Лепоглави. Тамо га је у априлу 1941. године затекла окупација Југославије.
Усташе су га из Лепоглаве пребациле у концентрациони логор у Госпићу, затим у Јастребарско и напослетку у логор „Даница“ код Копривнице. После неуспешног покушаја бега из „Данице“, пребачен је у концентрациони логор Стара Градишка, где је марта 1942. године умро од изгладњивања. 
Од фебруара 1942. је био заточен у ћелији са Мирком Буковцем и Стјепаном Бенцековићем, који су такође умрли током марта од изгладњивања. 